# Alexander Zverev
Alexander Zverev (Hamburg, Njemačka, 20. travnja 1997.) je njemački tenisač. Na ATP Touru se natječe od 2013. a najveći rezultat dosad ostvario je osvajanjem Mastersa u Rimu, pobijedivši u finalu Novaka Đokovića te plasmanom u finale Australian Opena 2025.

## Karijera

### Juniorska karijera
Alexander se tenisom počeo baviti u dobi od pet godina, a obitelj Zverev se 1991. godine preselila iz Rusije u Njemačku, dakle mnogo prije Alexandrovog rođenja.
Tijekom prvih šest mjeseci teniske karijere, Zverev se natjecao na deset challengera dok je prvi challenger osvojio u njemačkom Braunschweigu. Na putu do uspjeha pobijedio je trojicu igrača koji su tada bili u Top 100 (Tobias Kamke, 87., Andrej Golubev, 56. te u finalu Paul-Henri Mathieu, 89.). Tada je u dobi od 17 godina i dva mjeseca postao najmlađi tenisač koji je osvojio challenger (poslije Bernarda Tomica i njegovog trijumfa 2009. u Melbourneu). Također, Zverev je osvojio i juniorski Australian Open pobijedivši u finalu Amerikanca Stefana Kozlova sa 6-3, 6-0.
Kao junior, Alexander je ostvario skor 96:35.

### Profesionalna karijera
Tenisač je 21. svibnja 2016. u Nici igrao svoje prvo ATP finale. Ondje je bolji od njega bio prvi nositelj i branitelj naslova, Dominic Thiem. Bio je to njihov drugi međusobni ogled i Thiemova druga pobjeda. Austrijanac je u finalu osvojio 24 od 29 poena u trećem setu i za 24 minute igre dovršio posao, realizirajući pritom šest od osam break lopti.
Sljedeće finale uslijedilo je nakon mjesec dana, i to na Halle Openu. Uspjeh je tim veći jer je turnir iz Masters serije 500. Na tom putu, u polufinalu je pobijedio svojeg idola Rogera Federera. To mu je ujedno bila i prva pobjeda nad nekim tenisačem iz Top 10 čime je prekinuo Federerovu dominaciju u Halleu kojeg je osvajao protekle tri godine. U njemačkom finalu između Zvereva i Mayera, slavio je onaj stariji koji nije bio favorit. Mayer je tako postao senzacionalni pobjednik turnira u Halleu jer je početkom tog tjedna bio 182. igrač svijeta dok je pravo nastupa stekao tek zahvaljujući zaštićenom renkingu.
Svoj prvi ATP naslov osvaja 25. rujna 2016. u Sankt Petersburgu, porazivši Wawrinku, tada aktualnog pobjednika US Opena. Švicarac je nakon uspjeha u Americi nastavio s pobjedama, ne izgubivši nijednom početni udarac do finala. Međutim, njegovu dominaciju je prekinuo Zverev koji je slavio sa 6-2, 3-6, 7-5 u dva sata i 25 minuta igre.
Sredinom veljače 2017. Zverev je igrao još jedno finale na jugu Francuske, ovaj puta u Montpelliereu. Ondje ga je čekao domaći predstavnik Richard Gasquet koji je petu godinu zaredom stigao do finala Open Sud de Francea. 19-godišnji njemački tinejdžer je slavio u konačnici osvojivši svoj drugi turnir, novčanu nagradu te 250 bodova na ATP listi.
Također, Alexander je isti dan na istom turniru igrao i u finalu parova zajedno s bratom Mischom. Braća Zverev su u nešto manje od sat i pol pobijedili francusko-kanadski par i druge nositelje Martina i Nestora. Obojici je to bilo treće finale igrano zajedno te prva zajednička pobjeda (nakon dva prijašnja finalna poraza).
Svoj treći naslov u karijeri i treći u posljednjih devet mjeseci, prvi na zemlji i prvi domaći, Alexander Zverev je ostvario 7. svibnja 2017. U finalu Münchena svladao je kvalifikanta Guida Pellu i postao šesti Nijemac od 1974. godine koji je osvojio ovaj turnir. Osim izdašnog čeka tenisač je dobio i automobil od BMW-a, generalnog sponzora turnira.
Mladi njemački tenisač nastavio je sa senzacijama te je na Mastersu u Rimu slavio u polufinalu protiv Johna Isnera svladavši ga sa 6-4, 6-7, 6-1 u setovima. U finalu je pobijedio drugog tenisača svijeta i četverostrukog rimskog pobjednika Novaka Đokovića. Zverev je tim uspjehom postao najmlađi pobjednik rimskog Mastersa još od 2006. godine i Rafaela Nadala koji je svoj prvi od sedam rekordnih naslova u Rimu osvojio kao 19-ogodišnjak. Nijemac je dominirao čitavim dvobojem, u kojem je nekada najboljeg tenisača svijeta ostavio bez ijedne prilike za break. Taj trijumf mu je donio tisuću bodova te plasman u Top 10. Također, Zverev je ujedno postao i prvi njemački tenisač od Tommyja Haasa i njegovog trijumfa u Stuttgartu 2001. godine koji je osvojio turnir iz Masters serije 1000.
Osim spomenute dvojice, samo su još dvojica njemačkih tenisača osvajali trofeje na Mastersima i to: Boris Becker (pet puta) i Michael Stich (dva puta).

## Privatni život
Zverev dolazi iz sportske obitelji jer mu je otac Aleksandar Zverev St. bivši sovjetski tenisač, a osim njega, tenisom se bavi i stariji brat Mischa. Tijekom odrastanja, Roger Federer bio mu je idol.
Trener mu je otac a Jez Green fitness trener dok Hugo Gravil obavlja ulogu psihoterapeuta.
Osim u rodnom Hamburgu, Zverev trenira i na floridskom Saddlebrooku.

## ATP finala

### Pojedinačno (4:2)
| Ishod   | Datum             | Turnir                   | Podloga         | Protivnik          | Rezultat      |
| ------- | ----------------- | ------------------------ | --------------- | ------------------ | ------------- |
| Poraz   | 21. svibnja 2016. | Nice, Francuska          | zemlja          | Dominic Thiem      | 4–6, 6–3, 0–6 |
| Poraz   | 19. lipnja 2016.  | Halle, Njemačka          | trava           | Florian Mayer      | 2–6, 7–5, 3–6 |
| Pobjeda | 25. rujna 2016.   | Sankt Petersburg, Rusija | beton (dvorana) | Stanislas Wawrinka | 6–2, 3–6, 7–5 |
| Pobjeda | 12. veljače 2017. | Montpellier, Francuska   | beton (dvorana) | Richard Gasquet    | 7–6(7–4), 6–3 |
| Pobjeda | 7. svibnja 2017.  | München, Njemačka        | zemlja          | Guido Pella        | 6–4, 6–3      |
| Pobjeda | 21. svibnja 2017. | Rimski Masters, Italija  | zemlja          | Novak Đoković      | 6–4, 6–3      |

### Parovi (1:2)
| Ishod   | Datum             | Turnir                 | Podloga         | Partner       | ProtivniCI                   | Rezultat              |
| ------- | ----------------- | ---------------------- | --------------- | ------------- | ---------------------------- | --------------------- |
| Poraz   | 3. svibnja 2015.  | München, Njemačka      | zemlja          | Mischa Zverev | Alexander Peya Bruno Soares  | 6–1, 1–6, [5–10]      |
| Poraz   | 7. veljače 2016.  | Montpellier, Francuska | beton (dvorana) | Mischa Zverev | Mate Pavić Michael Venus     | 5–7, 6–7(4–7)         |
| Pobjeda | 12. veljače 2017. | Montpellier, Francuska | beton (dvorana) | Mischa Zverev | Fabrice Martin Daniel Nestor | 6–4, 6–7(3–7), [10–7] |

## Vanjske poveznice
- Profil tenisača na ATP World Tour.com